# مخالف تولید
رد تولید:کشف مایکل مور (انگلیسی: Manufacturing Dissent) یک فیلم مستند ساخته شده در سال ۲۰۰۷ است. در ساخت این اثر از فیلم‌های تولید رضایت و تولید رضایت: نوآم چامسکی و رسانه‌ها از نوآم چامسکی الهام گرفته شده‌است. این فیلم از این فیلم در ۱۰ مارس ۲۰۰۷ عرضه شد.